# Dzicza Góra (Rudawy Janowickie)
Dzicza Góra (niem. Sauberg) – drugi po Skalniku pod względem wysokości (881 m n.p.m.) szczyt w Rudawach Janowickich.
Dzicza Góra wyrasta w głównym grzbiecie tego pasma pomiędzy Wołkiem na północnym wschodzie a Bielcem na południu. Na północny zachód od szczytu odchodzi długie ramię łączące się z Górami Strużnickimi, z kolei ramię odchodzące w kierunku wschodnim opada ku Przełęczy Rędzińskiej, oddzielającej główny grzbiet Rudaw Janowickich od masywu Wielkiej Kopy.
Dzicza Góra ma złożoną budowę geologiczną, zachodnie zbocza zbudowane są z waryscyjskich granitów z żyłami aplitu, wierzchołek zbudowany jest z sylurskich fyllitów grafitowo-serycytowych i łupków łyszczykowych, wschodnie zbocza natomiast budują łupki kwarcowe, amfibolity i zieleńce. W przeszłości zbocza góry były eksploatowane górniczo, od strony Rędzin na wschodnim ramieniu, można znaleźć dawne wyrobiska i kamieniołomy.
Zbocza góry porasta las świerkowy nasadzony sztucznie w XIX w., jedynie miejscami można znaleźć pozostałości pierwotnego drzewostanu – domieszki buka. Wskutek pogarszającego się stanu sanitarnego lasu w XIX i XX w. drzewostan Dziczej Góry zaczął stopniowo zanikać, halizny powstawały nawet w najwyższych partiach góry. Niekorzystna sytuacja została powstrzymana dopiero w drugiej połowie XX w. dzięki racjonalnej gospodarce leśnej polegającej na sadzeniu drzew z odpowiednio dobranych nasion i zwalczaniu szkodników. Wylesienie górnych partii Dziczej Góry, które nie objęło jedynie samego szczytu, spowodowało, że jest ona dobrze rozpoznawalna z większej odległości – charakterystyczną cechą dla obserwatora jest "czupryna" w postaci kępy lasu świerkowego na szczycie.
Znajduje się na obszarze Rudawskiego Parku Krajobrazowego.
Szczyt Dziczej Góry jest niedostępny dla turystów, nie prowadzi do niego żadna ścieżka. Na zachodnim zboczu, ok. 50 m poniżej szczytu, górę trawersuje Grzbietowa Ścieżka łącząca Wołek ze Skalnikiem. Na ścieżce tej wytyczono  niebieski szlak będący częścią międzynarodowego szlaku pieszego E3. Na północnym zboczu szlak niebieski łączy się ze  szlakiem żółtym prowadzącym z Wielkiej Kopy w kierunku Wołka i dalej Janowic Wielkich. Dzięki wylesieniu szczytowych partii zbocza Dziczej Góry stanowią punkt widokowy, roztacza się stąd widok na wschodnią część Rudaw Janowickich i Sudety Środkowe.

## Szlaki turystyczne
- Europejski długodystansowy szlak pieszy E3: Skalnik – Dzicza Góra – Wołek

## Galeria

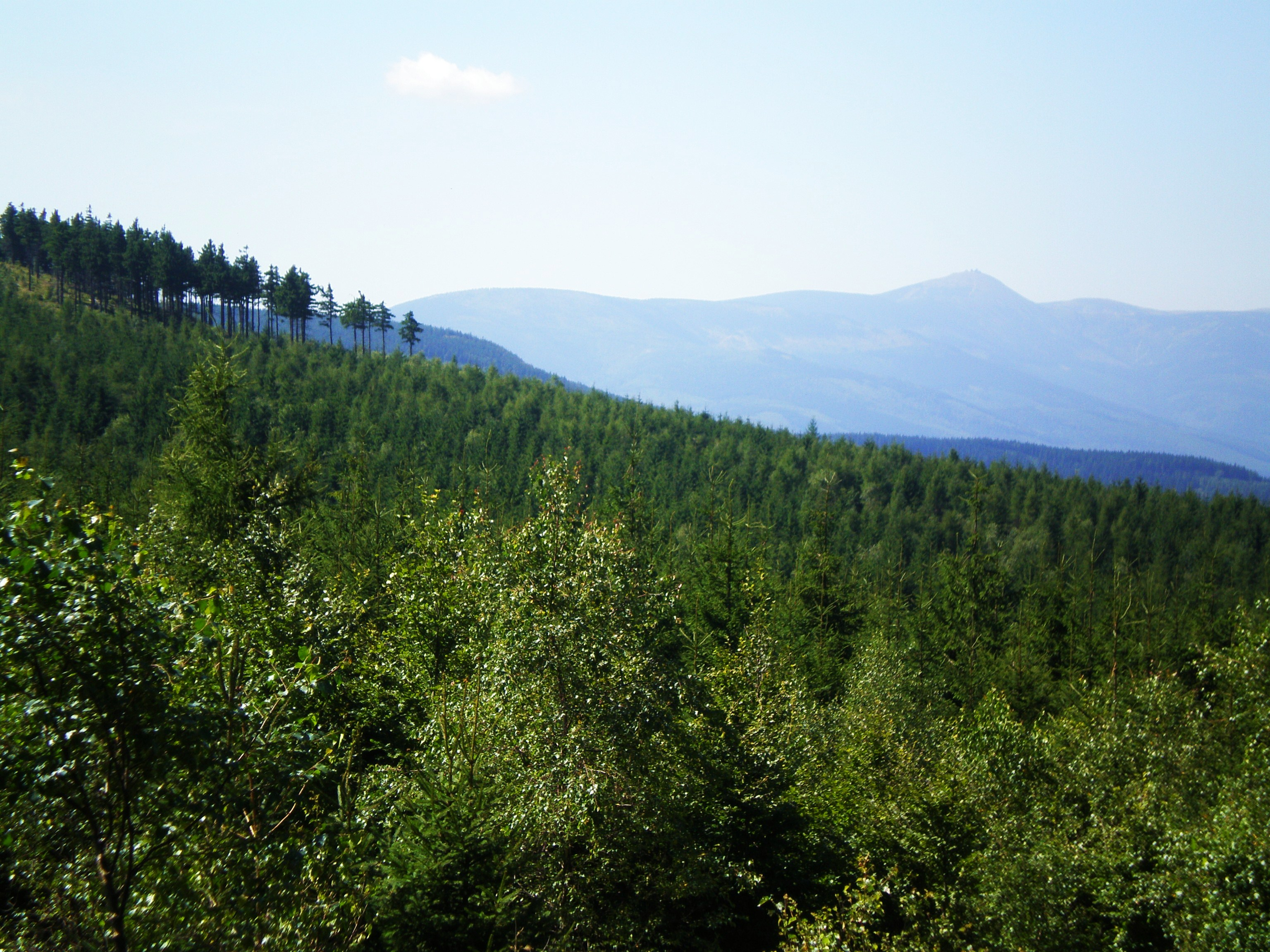
Dzicza Góra - zachodni stok (w tle widoczne Karkonosze)
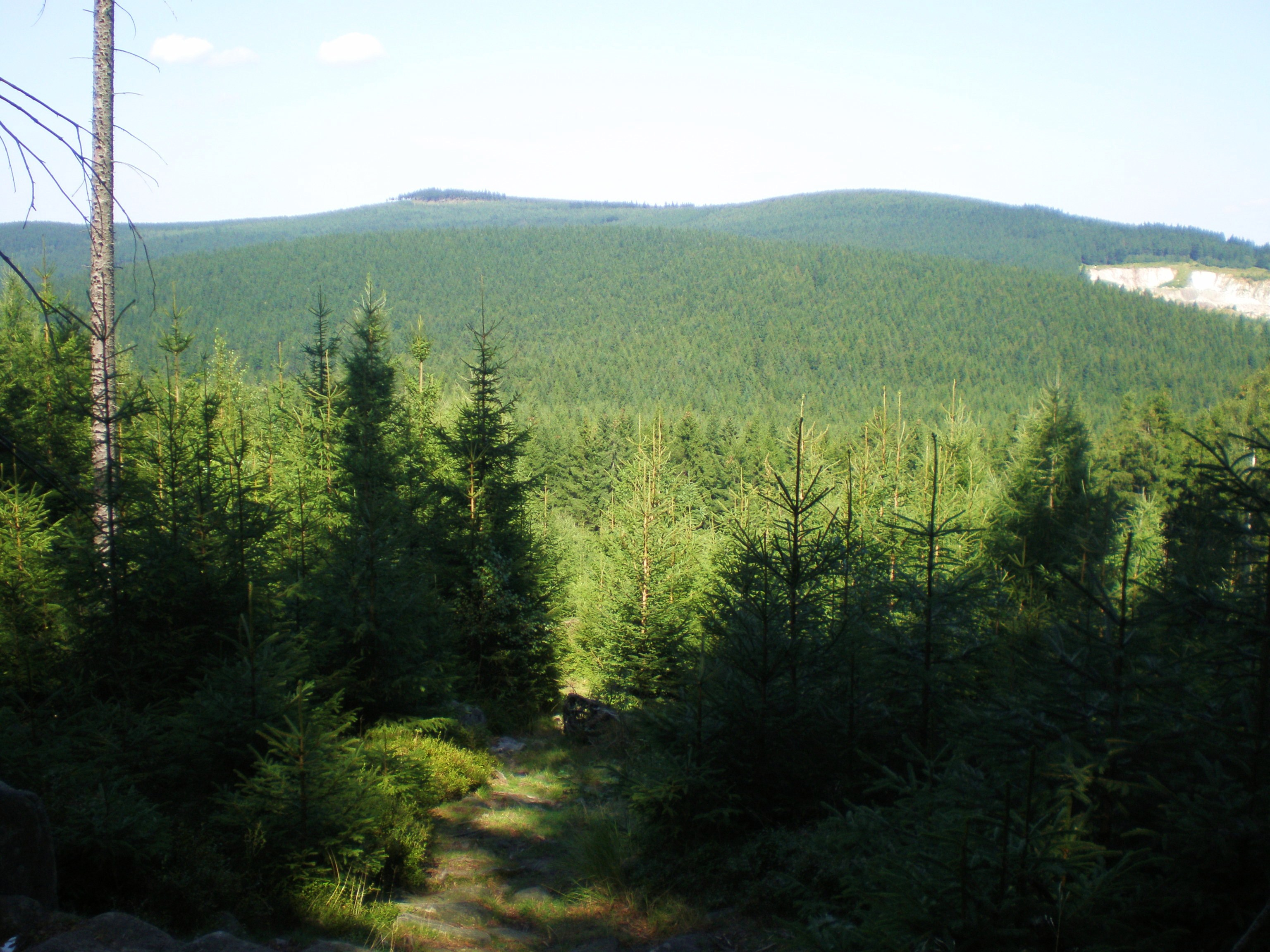
Dzicza Góra - widok od strony południowej